# 茱莉亞·愛克謝
茱莉亞·愛克謝（1951-）是一位英國記者兼兒童文學作家，耕耘兒童文學評論和創作已有數十年。愛克謝曾任《衛報》兒童文學編輯超過十年，也曾獲得艾莉娜·法瓊獎。
愛克謝現為乾草節（Hay Festival）的兒童總監、布蘭弗德-伯斯獎（Branford Boase Award）的評審團主席，也是兒童愛閱讀（Love Reading 4 Kids）網站的編輯撰稿人兼顧問。

## 個人生活
愛克謝出生於劍橋，在北倫敦長大，是劍橋大学出版社的出版人科林‧愛克謝和歷史教師莉茲‧愛克謝所生四子中的老三。愛克謝已婚，育有四子，現居倫敦。

## 職業生涯
1974年至1978年，愛克謝擔任《泰晤士報》文學副刊的兒童讀物编辑。
1978年，愛克謝在企鵝出版集團旗下的兒童圖書出版社海雀圖書（Puffin Books）擔任非小說和繪本編輯。1980年，她轉至兒童圖書出版社漢米許·漢米爾頓（Hamish Hamilton）擔任小說編輯，到了1984年，愛克謝再次成為自由撰稿書評家。
1985年至1993年，愛克謝為國家圖書聯盟（National Book League，BookTrust的前身）設立的年度兒童讀物列表和展覽計畫選了上百本書。
1999年至2016年，愛克謝擔任《衛報》的兒童讀物編輯，也經常出現在英國廣播公司第四台的《開卷有益》（Open Book）和《第一排》（Front Row）廣播節目、圖書雜誌《書商》（The Bookseller）的節目中。
2014年，愛克謝出任大英圖書館公共借閱權管理團隊的政策和參與主管。
茱莉亞·愛克謝現為威爾士的慈善教育機構乾草節（Hay Festival）的兒童總監，以及布蘭弗德-伯斯獎（Branford Boase Award）的共同創辦人兼評審團主席。除此之外，愛克謝也是兒童愛閱讀（Love Reading 4 Kids）網站的編輯撰稿人兼顧問。

## 榮譽
2000年，愛克謝獲得了艾莉娜·法瓊獎，表揚她「對兒童讀物的傑出貢獻」。
2014年，愛克謝獲頒君主生日榮譽的大英帝國員佐勳章，表揚愛克謝在兒童文學領域的貢獻。同年，愛克謝獲得伍斯特大學的榮譽文學博士學位。

## 圖書獎評審
愛克謝曾任許多圖書獎的評審，例如2001年的惠特貝瑞圖書獎，以及她在2001年至2007年主持的雀巢聰明豆圖書獎。2000年至2012年，她擔任三位兒童作家所組成的《衛報》兒童小說獎評審主持人。
2000年，愛克謝與安妮·馬利（Anne Marley MBE）共同創辦了布蘭弗德-伯斯獎（Branford Boase Award），嘉獎十八歲以下的優秀兒童文學作家，並且擔任評審主席。

## 《哈利波特》研究
2002年，愛克謝出版了《哈利波特小說指南》（A guide to the Harry Potter novels）。介紹了伊妮德·布莱顿等作家「兒童讀物的重大成功」之後，她分析了波特故事（第二章）和波特現象，包括它對兒童文學創作的影响（第三至五章）。2015年的CBI討論會上，愛克謝提及J‧K‧羅琳改變了兒童文學的遊戲規則，在《哈利波特》系列誕生後，人們開始以前所未有的方式談論故事和兒童讀物。